# Igor Kurčatov
Igor Vasiljevič Kurčatov (И́горь Васи́льевич Курча́тов; 12. lednajul./ 25. ledna 1903greg. – 7. února 1960) byl sovětský fyzik. Hlavní vědecký vedoucí pracovník atomové problematiky v SSSR, jeden z propagátorů využití atomové energie pro mírové účely. Je pokládán za otce sovětské atomové bomby.

## Život
Narodil se ve městě Sim na Urale v Ufimské oblasti, otec pracoval jako zeměměřič v zemědělsko-lesnickém závodě, matka byla učitelka. V roce 1908 se rodina přestěhovala do Simbirska, kde v roce 1911 Igor začal studovat na gymnáziu. V roce 1912 se přesunuli do Simferopolu. Vedle studií na gymnáziu se Igor vyučil zámečníkem a přivydělával si, aby podpořil rodinu. V roce 1920 maturoval s vyznamenáním a byl přijat na fyzikálně-matematickou fakultu Tauridské univerzity v Simferopolu. Po jejím absolvování se zapsal v roce 1923 na kurz na fakultě námořního inženýrství Petrohradského polytechnického institutu. V létě roku 1924 pracoval v hydrometeorologickém středisku ve Feodosiji. Svou první vědeckou práci věnovanou elektrické vodivosti pevných dielektrik vypracoval pod vedením profesora Obolenského v Pavlovské magneticko-meteorologické observatoři. Stal se asistentem na katedře fyziky Ázerbájdžánského polytechnického institutu v Baku. Na doporučení svého vedoucího, profesora Usatého, získal místo pomocné vědecké síly ve Fyzikálně-technickém institutu v Leningradu u akademika A. F. Ioffeho. Studoval zde vlastnosti krystalů Seignettovy soli a Piezoelektrický jev. Zaměřil se na dielektrika a nedávno objevený fyzikální jev feroelektřiny.

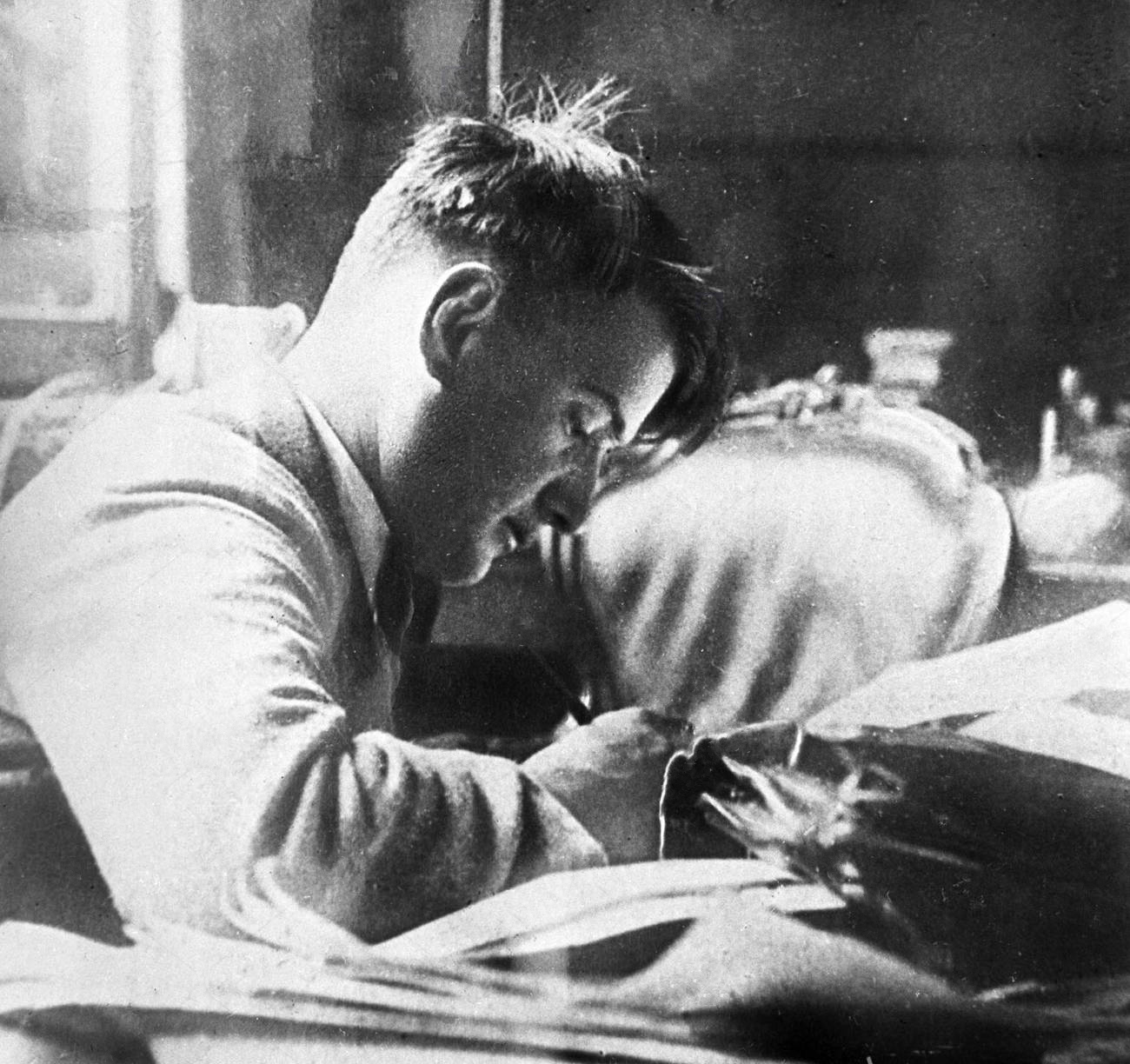
Kurčatov v roce 1929

V roce 1927 se oženil s Marinou Sinělnikovou, sestrou svého kolegy a přítele Kirila Sinělnikova.
Začal se věnovat vědecké práci jako řádný docent a později profesor Leningradského fyzikálně-technického ústavu. Jako jeden z prvních vědců v SSSR se od r. 1932 začal věnovat fyzice atomového jádra. V r. 1933 vedl komisi na první všesvazové konferenci o atomovém jádru konané v Leningradu za účasti předních sovětských a zahraničních vědců. Pomáhal budovat nové pracoviště nukleární fyziky v Charkově na Ukrajině. Byl spolupracovníkem fyzikálního oddělení Radiového ústavu. V r. 1936 byl v Leningradském fyzikálně-technickém ústavu učiněn objev izomeru uměle vytvořených jader. Při studiu nukleárních reakcí, vznikajících bombardováním atomových jader neutrony, sledoval I. V. Kurčatov umělou radioaktivitu u řady látek. Objevil přitom se svým bratrem a s L. I. Rusinovem a L. V. Mysovským důležitý jev — nukleární izomerii bromu. Důkladným a všestranným zkoumáním tohoto jevu pomocí originální metodiky připravil půdu k vytvoření teorie nukleární izomerie. Podílel se na sestavení prvního cyklotronu, který byl v SSSR v r. 1939.
V prvním období velké vlastenecké války byl pověřen úkolem zajistit obranu lodí před magnetickými minami. Za splnění tohoto úkolu dostal v r. 1942 Státní cenu. V září 1943 se stal řádným členem Akademie věd.

### Sovětský jaderný program
Od září 1942 se podílel na rozvoji sovětské nukleární fyziky a techniky, především na vývoji atomové bomby. V letech 1943-1945 byly práce vedeny v rámci laboratoře č. 2 Akademie věd a zpočátku měly výlučně výzkumný charakter. Dohlížel na ně osobně Stalin. Koncem roku 1944 se do činnosti laboratoře zapojily vojenské orgány obrany státu, byl vytvořen zvláštní výbor pro atomovou energii pod vedením B. L. Vannikova. Kurčatov se podílel na vědecké i technické části projektu, který měl podporu stranického vedení státu. Rozvoj atomové energie a její praktické využití se stalo jedním z prvořadých odvětví v SSSR. Byly sestrojeny první jaderné reaktory, vybudován kombinát Majak. 29. srpna 1949 byl proveden první výbuch atomové bomby v SSSR. Kurčatov se podílel také na vzniku první vodíkové bomby, vyzkoušené v r. 1953.

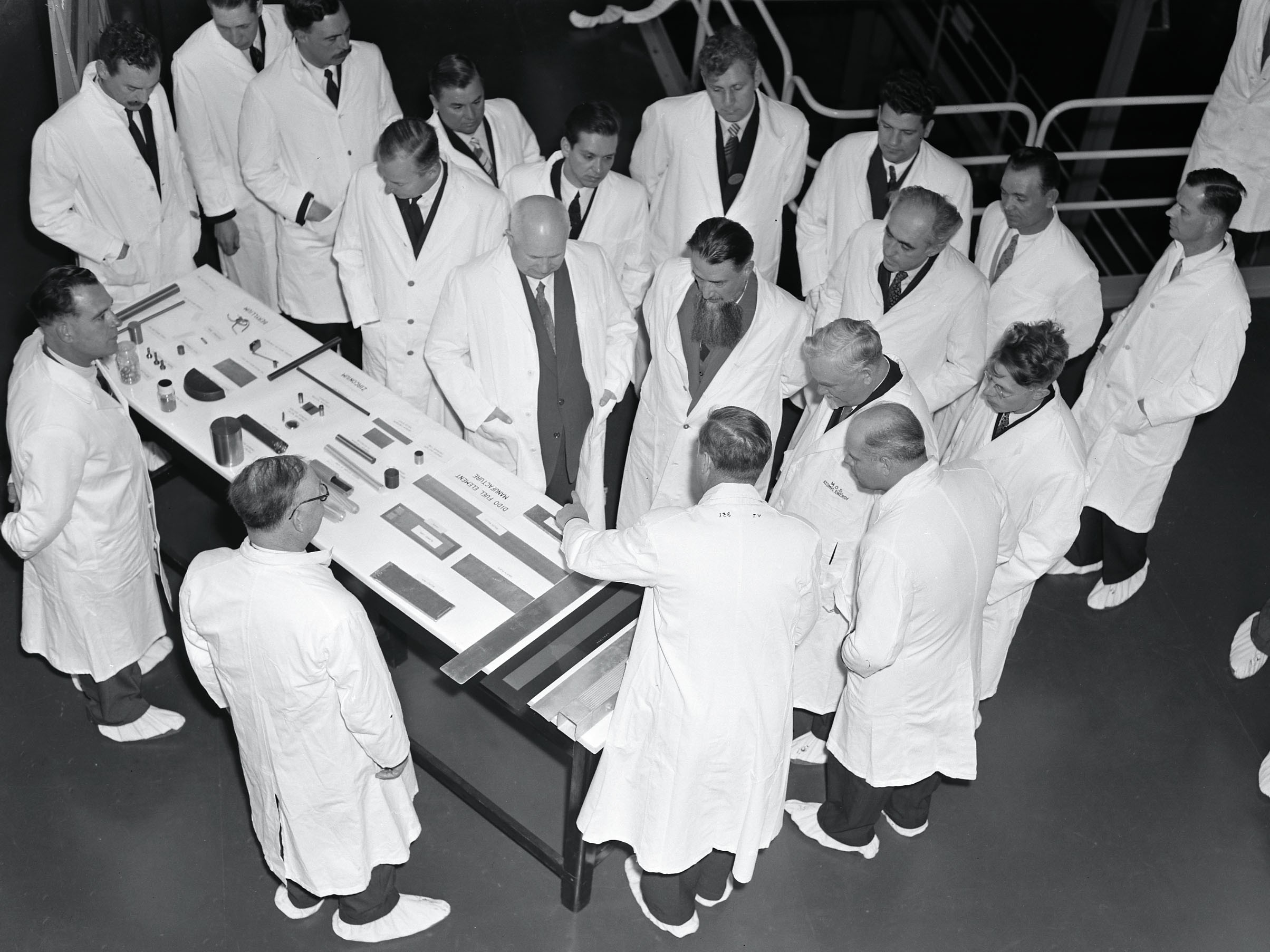
Kurčatov (uprostřed) vedle Chruščova během návštěvy britského výzkumného střediska Harwell, duben 1956

V polovině padesátých let 20. století se Kurčatov zabýval problematikou řízené termojaderné reakce. Současně usiloval o mírové využití jaderné energie, jehož výsledkem byla výstavba první jaderné elektrárny na světě v Obninsku u Moskvy v roce 1954. V lednu 1956 přednesl v britském atomovém středisku Harwell jako člen doprovodu sovětských státníků při jejich oficiální návštěvě ve Velké Británii přednášku o rozvoji výzkumu řiditelných termonukleárních reakcí v SSSR, Skončilo tím období přísného utajování výsledků v oblasti jaderného výzkumu mezi Východem a Západem. Přednáška byla počátkem výměny zkušeností vědců při využívání nukleární energie k mírovým účelům.
Akademik Kurčatov se zapojil také do veřejného života v SSSR. Byl poslancem Nejvyššího sovětu SSSR, byl dále delegátem na XX. a XXI. sjezdu KSSS. Členem komunistické strany byl od r. 1948.

### Smrt
V únoru 1960 přijel do sanatoria Barvicha u Moskvy, aby navštívil přítele akademika Charitona. Přisedl na lavičku, pohovořili a když se odmlčel, pohlédl Chariton na Kurčatova, který byl již mrtev; příčinou byl vmetek (srdeční embolie).. Po smrti bylo tělo spáleno a popel uložen v nekropoli u Kremelské zdi na Rudém náměstí v Moskvě.

## Ocenění
Za své zásluhy byl akademik I. V. Kurčatov mnohokrát vyznamenán. Byl trojnásobným Hrdinou socialistické práce, pětkrát mu byla udělena státní cena SSSR, dvakrát Řád rudého praporu, byl laureátem Stalinovy a Leninovy ceny.

## Vědecké odkazy a názvy
Byl po něm pojmenován radioaktivní prvek s protonovým číslem 104 jako Kurčatovium (Ku), dnes je však preferováno pojmenování Rutherfordium (Rf) po novozélandském jaderném fyzikovi Ernestu Rutherfordovi.
Jeho jméno dodnes nesou dvě města poblíž jaderných elektráren: Kurčatov v Kurské oblasti ve středním Rusku a Kurčatov v Kazachstánu.
Byl po něm pojmenován také Kurčatovův institut, vedoucí sovětská a později ruská výzkumná instituce na poli jaderné energie, sídlící v Moskvě.